# HMS Romney (1762)
Pour les autres navires du même nom, voir HMS Romney.
Le HMS Romney est un vaisseau de ligne de 4e rang de 50 canons en service dans la Royal Navy lors de la guerre d'indépendance des États-Unis, les guerres de la Révolution française et les guerres napoléoniennes.

## Histoire
Lancé en 1762, le Romney passe la plupart de son début de carrière dans les eaux nord-américaines, servant à Terre-Neuve, souvent comme le navire amiral de la commandant en chef. Le navire est impliqué dans les tensions qui précédent la Révolution américaine quand il est envoyé en 1768 soutenir l'application des Townshend Acts à Boston. Ses actions ont le but de dissuader et d'impressionner les marins locaux, confisquant notamment un navire appartenant à John Hancock — le Liberty — et en fournissant un refuge pour les responsables locaux britanniques lorsque des émeutes éclatent. Le navire reste dans les eaux américaines pour une partie de la guerre qui suit, mais près l'entrée française du conflit, il est déplacé dans les eaux européennes.
Le Romney est mis en réserve ou en réparation pour la plupart des années de paix qui suivent, mais il reprend le service actif au déclenchement de la guerre avec la France révolutionnaire. Il est dans la mer Méditerranée pour soutenir le siège de Toulon par Samuel Hood en 1793, et y reste basé pendant plusieurs années. Pendant ce temps, il capture le navire français de 44 canons Sibylle. Le Romney revient brièvement en Amérique du Nord et sert ensuite dans la mer Rouge. Assigné à un blocus de la côte néerlandaise, le Romney s'échoue en novembre 1804 alors qu'il navigue pour rejoindre une flotte au large de Le Helder. Le navire est perdu après des tentatives infructueuses de remise à flot.

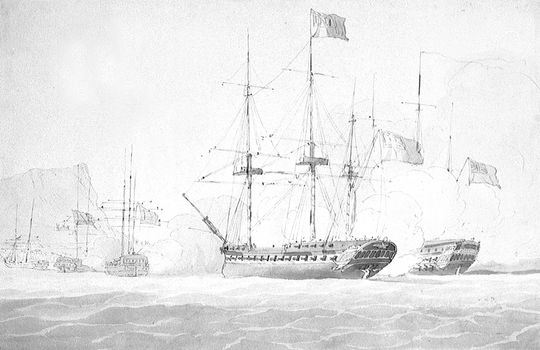
La bataille entre le Romney et le Sibylle, d'après Nicholas Pocock.